# Улятово-Слабоґура
Улятово-Слабоґура (пол. Ulatowo-Słabogóra) — село в Польщі, у гміні Єднорожець Пшасниського повіту Мазовецького воєводства.
Населення — 73 особи (2011).
У 1975-1998 роках село належало до Остроленцького воєводства.

## Демографія
Демографічна структура станом на 31 березня 2011 року:
|          | Загалом | Допрацездатний вік | Працездатний вік | Постпрацездатний вік |
| -------- | ------- | ------------------ | ---------------- | -------------------- |
| Чоловіки | 45      | 14                 | 27               | 4                    |
| Жінки    | 28      | 4                  | 16               | 8                    |
| Разом    | 73      | 18                 | 43               | 12                   |